# Paul Jamin (peintre)
Pour les articles homonymes, voir Paul Jamin.
Paul Jamin, né le 9 février 1853 à Paris, où il est mort le 10 juillet 1903, est un peintre français appartenant au courant académique, qui s'est principalement consacré à la peinture d'histoire et aux représentations préhistoriques.

## Biographie
Né Paul Joseph Jamin à Paris le 9 février 1853, il est le fils du physicien Jules Jamin. Celui-ci le destine à la carrière polytechnique, et c'est dans cette orientation que Paul Jamin se forme au dessin.
Il s'écarte ensuite de cette voie, pour se diriger vers une carrière artistique, d'abord dans l'atelier de Gustave Boulanger, pour pouvoir concourir pour le prix de Rome, il rejoint ensuite celui de Jules Lefebvre et abandonne par la suite la perspective d'obtenir ce prix. À partir de 1879, il participe au Salon de peinture et de sculpture, en exposant une étude de jeune garçon (musée de Fécamp), et y reçoit une mention encourageante lors d'un de ses envois en 1882. Cette même année, il réalise un tableau sur la mort de Louis-Napoléon Bonaparte lors d'une bataille entre l'armée anglaise, dans laquelle il s'était engagé, et les zoulous. L'année suivante, en 1883, il rejoint la Société des artistes français.
Peintre d'histoire, il s'oriente alors dans des sujets d'histoire ancienne, notamment la préhistoire et l'Antiquité gauloise, où il peut exprimer ses opinions patriotiques dans un style académique. Son travail artistique s'accompagne de recherche documentaire, en collectionnant ou copiant nombres d'objets archéologiques, qui se retrouvent ensuite sur ses toiles. En 1888 il peint Le Rapt, à l'âge de la pierre conservé au musée des beaux-arts de Reims. Son tableau le plus connu est Le Brenn et sa part de butin (1893 musée des beaux-arts de La Rochelle) qui montre le chef Brennos contemplant des femmes nues enchaînées, lors du sac de Rome. Il réalise en 1898 pour la Sorbonne une grande peinture murale, Le Retour des hommes est signalé. Sa dernière toile a été Un peintre décorateur à l'âge de la pierre en 1903. Il est mort cette année-là à Paris.

## Galerie d'images

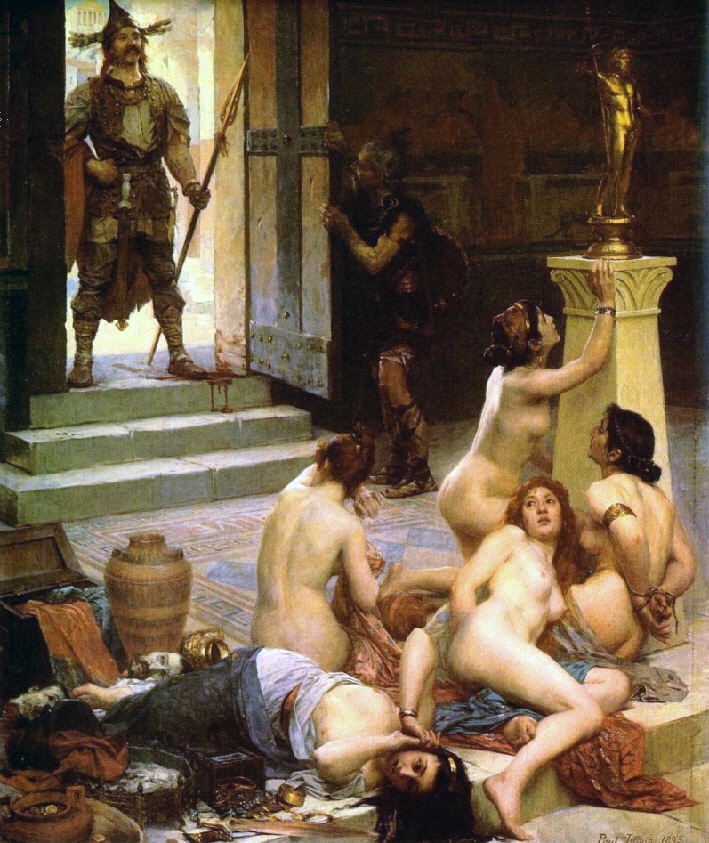
Le Brenn et sa part de butin, 1893, musée des beaux-arts de La Rochelle.
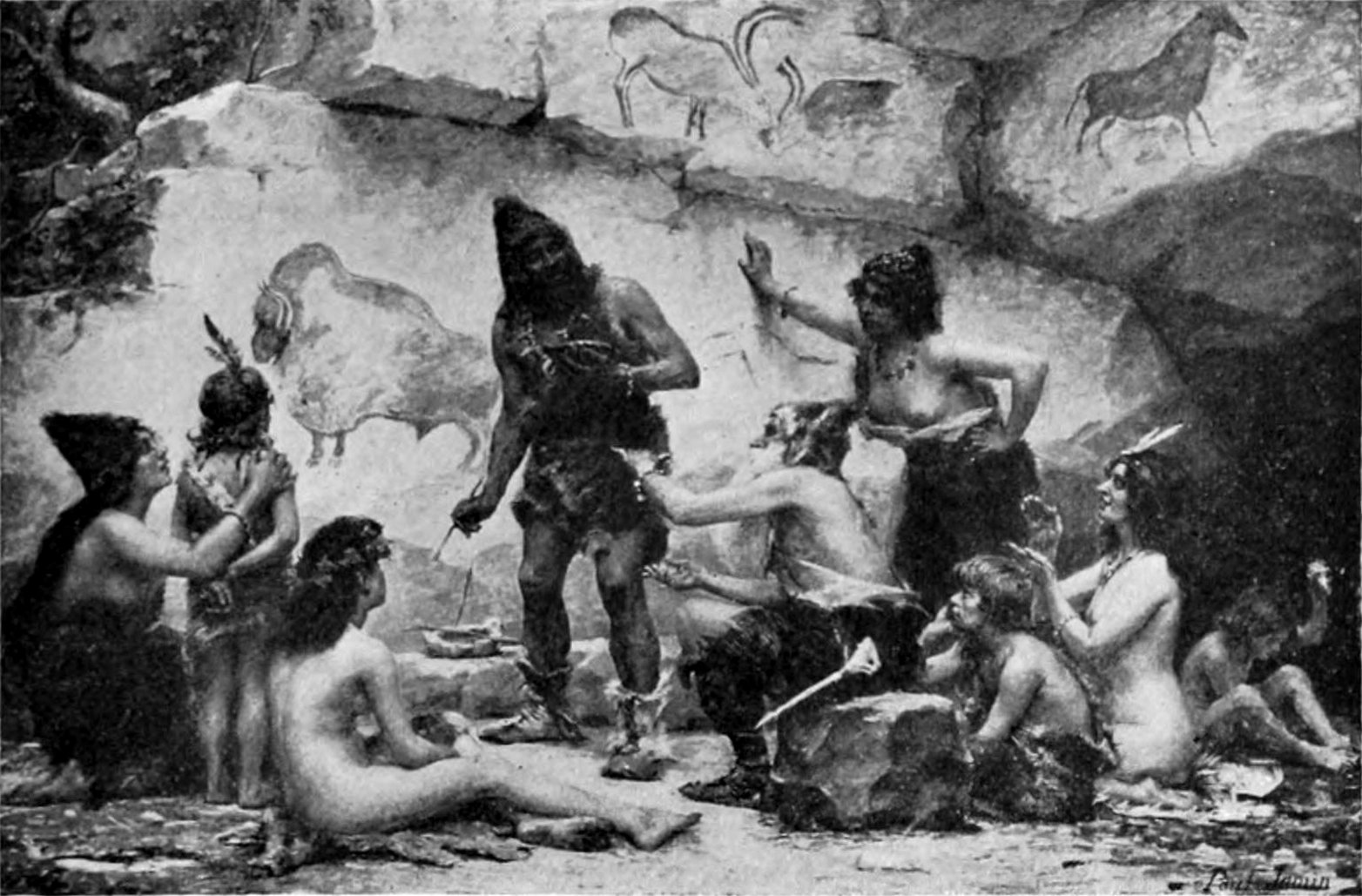
Peintre décorateur à l'âge de pierre (1903).
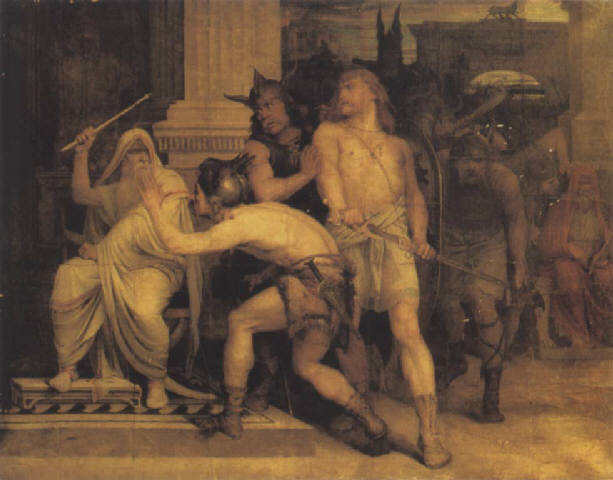
Prise de Rome par les Gaulois.
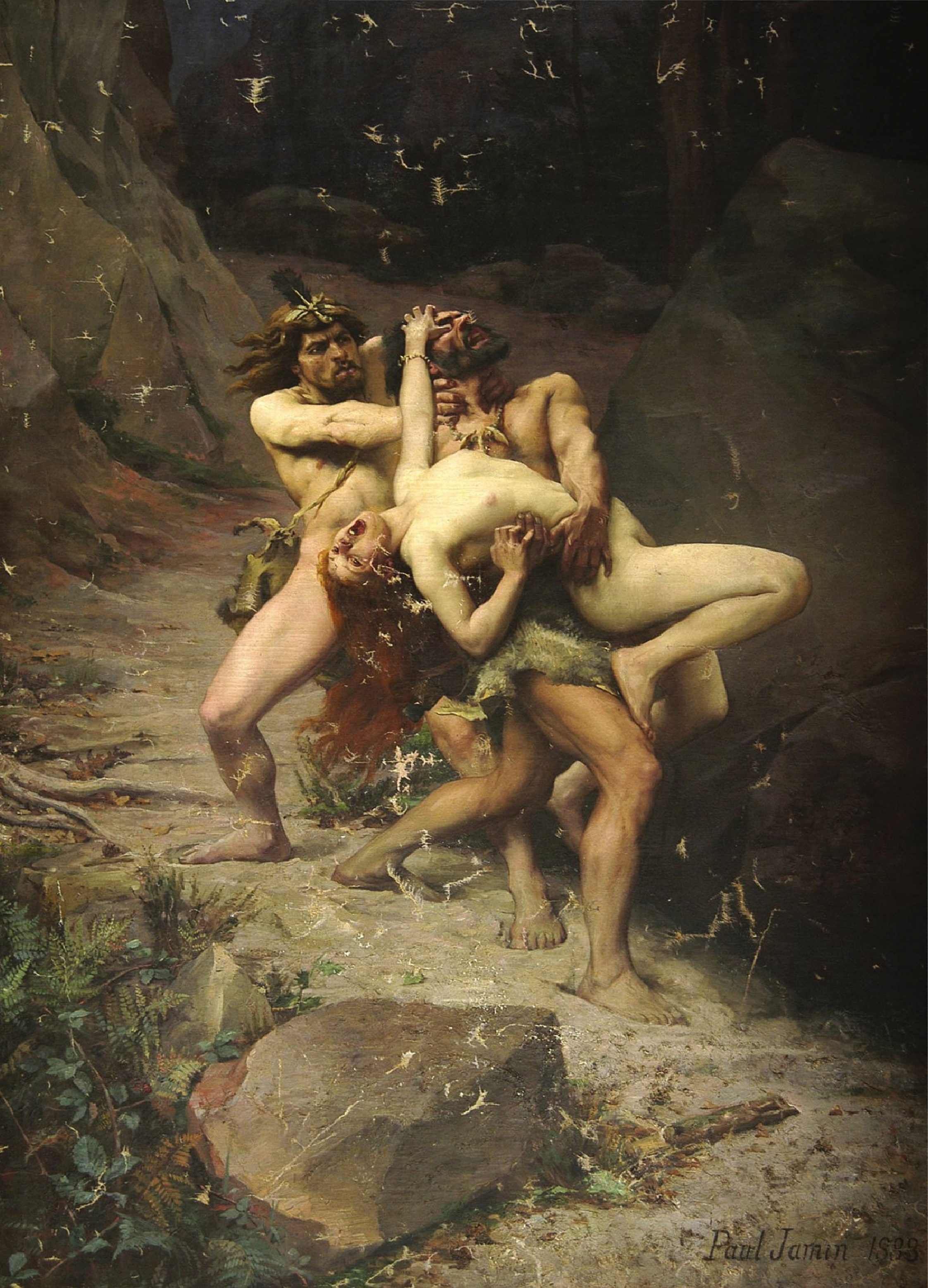
Rapt à l'âge de pierre.
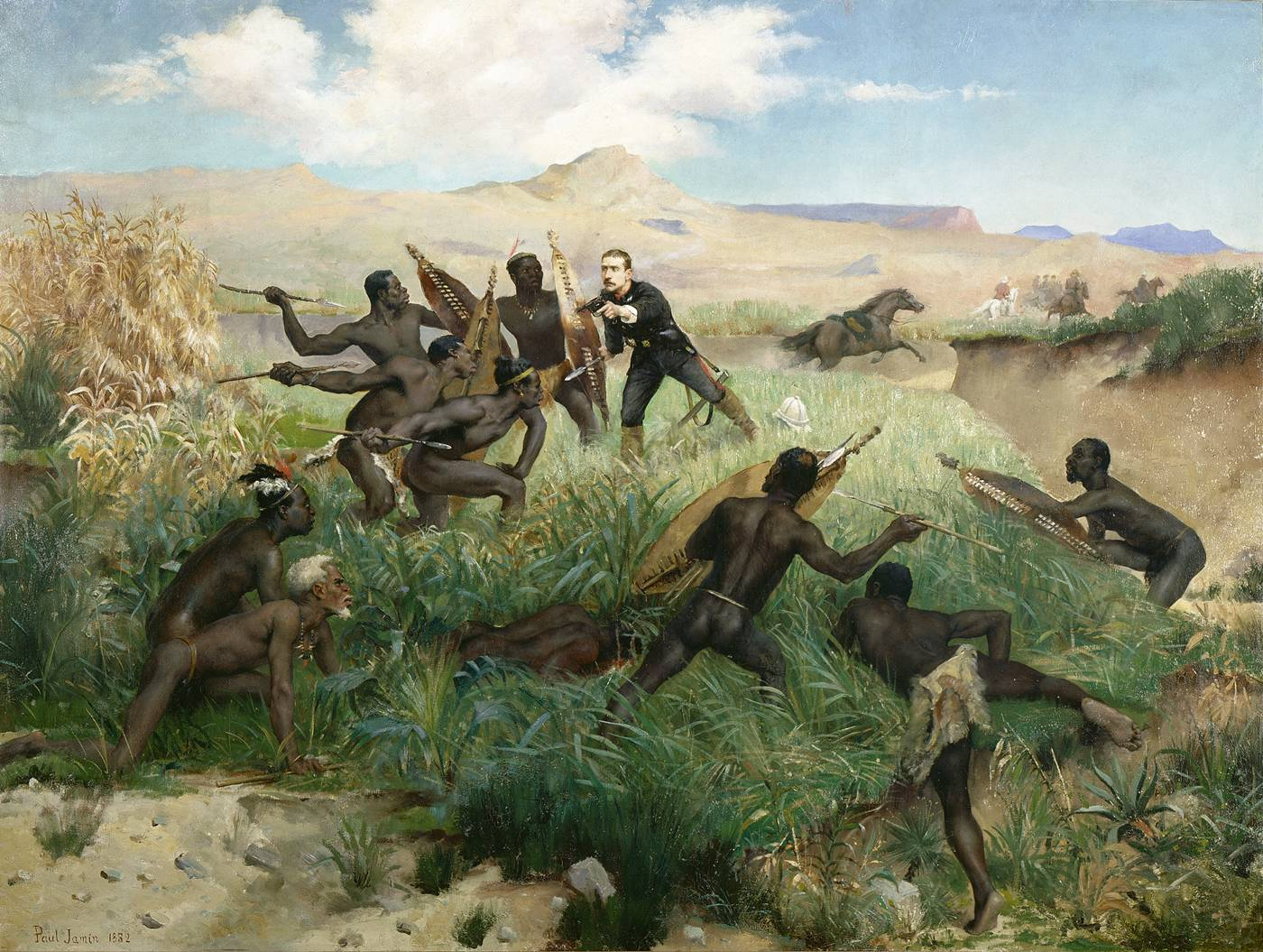
Mort du prince impérial.